# Vú sữa
Vú sữa (danh pháp 2 phần: Chrysophyllum cainito) thuộc họ Hồng xiêm (Sapotaceae) (trước đây vú sữa được coi là thuộc bộ Thị: Ebenales). Cây vú sữa có nguồn gốc ở đảo Antilles và châu Mĩ nhiệt đới. Đây là loại cây trồng lớn nhanh, thân dẻo, tán lá rộng và chiều cao lên đến từ 10 - 15m. Quả vú sữa to khoảng một nắm tay, da màu xanh và khi chín chuyển sang màu hồng nhạt, ăn rất ngon. Cây vú sữa còn được đưa vào danh mục cây trồng làm cảnh trong khu nhà biệt thự của các thành phố.
Tại Việt Nam, cây vú sữa có 2 loại chính là vú sữa da xanh và vú sữa da tím than, tuy khác nhau về màu sắc nhưng vị ngọt, mùi thơm gần giống nhau.

## Đặc điểm

### Hình thái

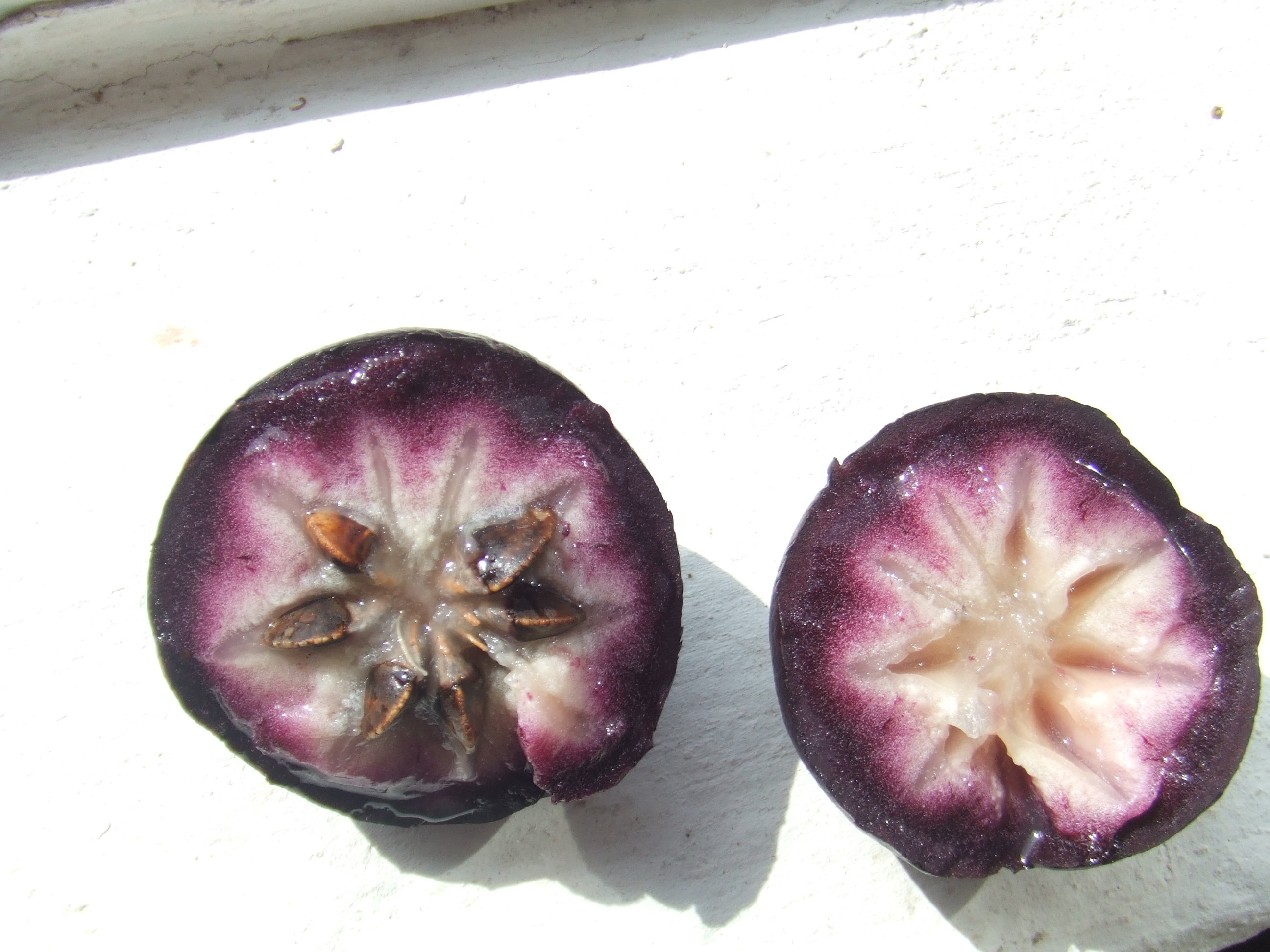
Một quả vú sữa bổ đôi.

Lá của vú sữa là thường xanh, mọc so le, hình ôvan đơn, mép liền, dài 5–15 cm; mặt dưới bóng như màu vàng khi nhìn từ xa. Các hoa nhỏ màu trắng ánh tía và có mùi thơm ngát. Cây vú sữa là loại cây lưỡng tính (tự thụ phấn).
Quả của vú sữa tròn, có lớp vỏ màu tía, vàng ươm tự nhiên (vú sữa hoàng kim Đài Loan) hoặc nâu ánh lục khi chín, thường có màu xanh lục xung quanh đài hoa, với kiểu hình sao trong cùi thịt. Có một vài giống cho quả màu trắng ánh xanh lục. Vỏ nhiều latex (nhựa mủ) và không ăn được. Các hạt dẹt có màu nâu nhạt và cứng. Nó ra quả quanh năm sau khi đạt đến 7 năm tuổi trở lên.
Lớp cùi thịt của quả ăn được và rất ngon, dùng làm các món tráng miệng. Vú sữa có vị ngọt, hay được phục vụ dưới dạng tươi hoặc làm lạnh (khoảng 10-15 °C). Lá của vú sữa được dùng ở một số khu vực làm dạng như chè và người ta coi nó có tác dụng chống các bệnh đái đường và thấp khớp. Vỏ cây được coi là có chứa chất bổ và có tác dụng kích thích, nước sắc vỏ cây được dùng để chống ho. Loại quả vỏ màu tía có lớp vỏ dày hơn và cùi thịt đặc hơn còn loại quả vỏ màu nâu-lục có vỏ mỏng và nhiều cùi thịt nhão.
Vú sữa Đài Loan về hình dáng bên ngoài của chúng không tròn đều mà còn có một chóp nhọn bên dưới, vỏ rất mỏng, thịt quả dày và có vị ngọt thanh. Đặc biệt, mỗi quả chỉ có một hạt bên trong và không có nhựa dính vào miệng khi ăn như vú sữa Việt Nam.

### Đặc điểm sinh lý, sinh thái
Cây vú sữa có tốc độ sinh trưởng nhanh. Phù hợp với: điều kiện nhiệt đới nhiệt độ 22-34 độ C, chỉ ra hoa tốt trong điều kiện có hai mùa mưa nắng phân biệt và không chịu được gió to do cây có tán lá dày và rễ nông, đất phù sa ven sông, đất thịt nhẹ, thoát nước tốt, ít chua, pH 5,5-6,5, cao độ không quá 400m.
Cây vú sữa được trồng bằng cách chiết nhánh hoặc tháp cây. Khi được chăm bón cẩn thận thì khoảng sau 3 năm sau có thể thu hoạch được. Cây vú sữa khi đậu trái đến khi thu hoạch mất khoảng thời gian từ 180 - 200 ngày. Mùa thu hoạch vú sữa từ tháng 2 - 3 dương lịch hàng năm.

## Cây vú sữa ở Việt Nam

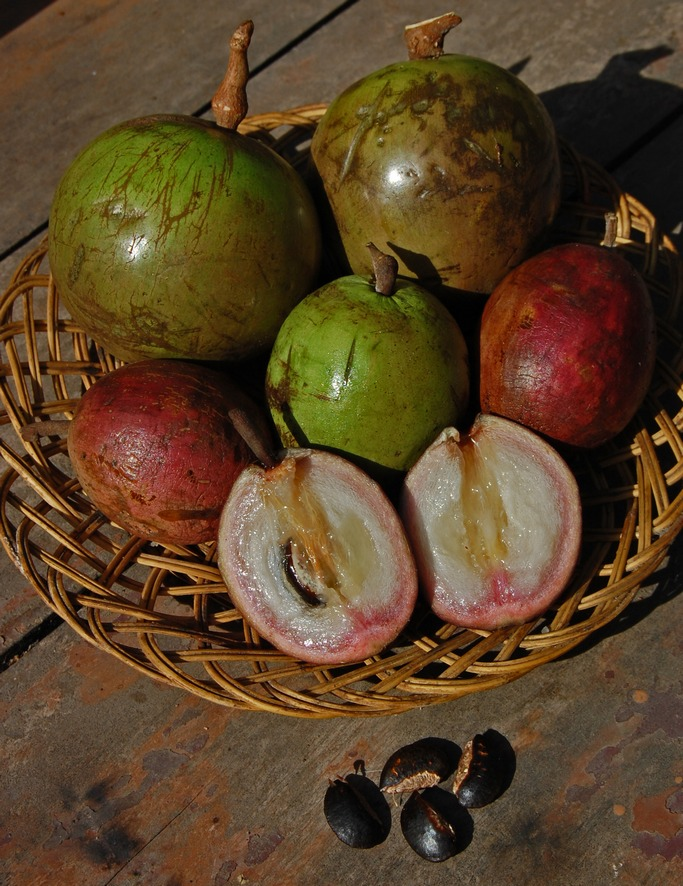
Trái vú sữa có vỏ nhiều màu sắc khác nhau.

Vú sữa là loại trái cây được người Việt Nam sử dụng từ hàng trăm năm trước. Loại trái cây này hiện có rất nhiều giống như vú sữa Lò Rèn, vú sữa nâu tím, vú sữa vàng. Trong đó giống vú sữa Lò Rèn đặc biệt được trồng nhiều nhất, bởi trái có vỏ mỏng, sáng bóng rất đẹp, thịt trái nhiều, hương vị thơm ngọt, nhiều chất dinh dưỡng, được nhều người ưa chuộng.
Tại châu Á, cây vú sữa không biết đầu tiên đã được trồng ở nước nào, chỉ biết rằng tại Việt Nam, cây vú sữa được trồng nhiều ở miền Nam, nhất là ở các tỉnh Tiền Giang, Đồng Tháp, Bến Tre, Cần Thơ, Cà Mau... và nhiều tỉnh thành ở miền Trung, miền Bắc.
Tỉnh Tiền Giang là tỉnh trồng nhiều vú sữa nhất, tính riêng ở huyện Châu Thành đã có diện tích cây trồng là 2.300 ha. Dự kiến đến năm 2015, toàn tỉnh Tiền Giang sẽ có 5.000 ha đất trồng cây vú sữa.

### Xuất khẩu

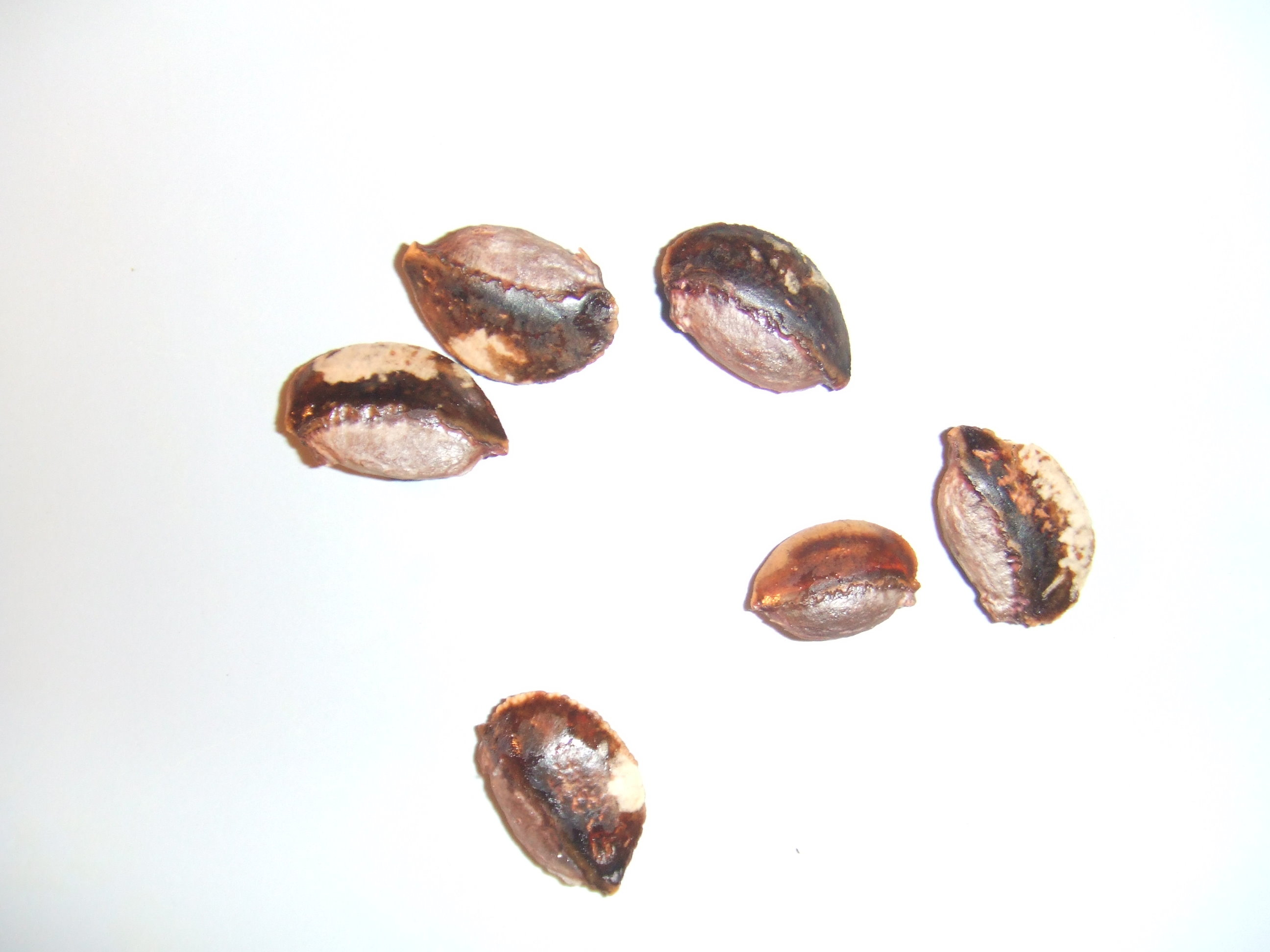
Hạt của trái vú sữa

Hiện nay, Việt Nam là nước duy nhất trên thế giới chọn trái vú sữa làm hàng hóa xuất khẩu. Các nước khác như Campuchia, Philippines, Ấn Độ, Thái Lan, tiểu bang Northern Territory (Australia) đều có trồng cây vú sữa nhưng họ không chọn làm hàng hóa để xuất khẩu mà chỉ tiêu thụ nội địa.
Viện Nghiên cứu Cây ăn quả miền Nam (SOFRI) và Trung tâm sách kỷ lục Việt Nam (VietKings) đã chính thức đề xuất đến Tổ chức Kỷ lục châu Á và Tổ chức Kỷ lục Thế giới xác lập kỷ lục "Việt Nam là nước duy nhất trên thế giới xuất khẩu trái vú sữa, Với mong muốn quảng bá hình ảnh và khẳng định giá trị của trái cây Việt Nam trên thế giới.
Để xuất khẩu ra nước ngoài, vú sữa Việt Nam phải đạt tiêu chuẩn Global GAP (tức là tiêu chuẩn Thực hành nông nghiệp tốt toàn cầu). Điều này đã được Hợp tác xã Vú sữa Lò Rèn Vĩnh Kim (Tiền Giang) thực hiện thành công. Hàng năm, Hợp tác xã Vú sữa Lò Rèn Vĩnh Kim xuất khẩu sang các nước Anh, Canada một số lượng vú sữa trên 10 tấn.
Cùng với vú sữa Lò Rèn, hai loại vú sữa Bơ cơm vàng (Đồng Tháp) và Bơ hồng (Bến Tre) cũng đang được xuất khẩu ra nước ngoài).

## Một vài hình ảnh về cây vú sữa

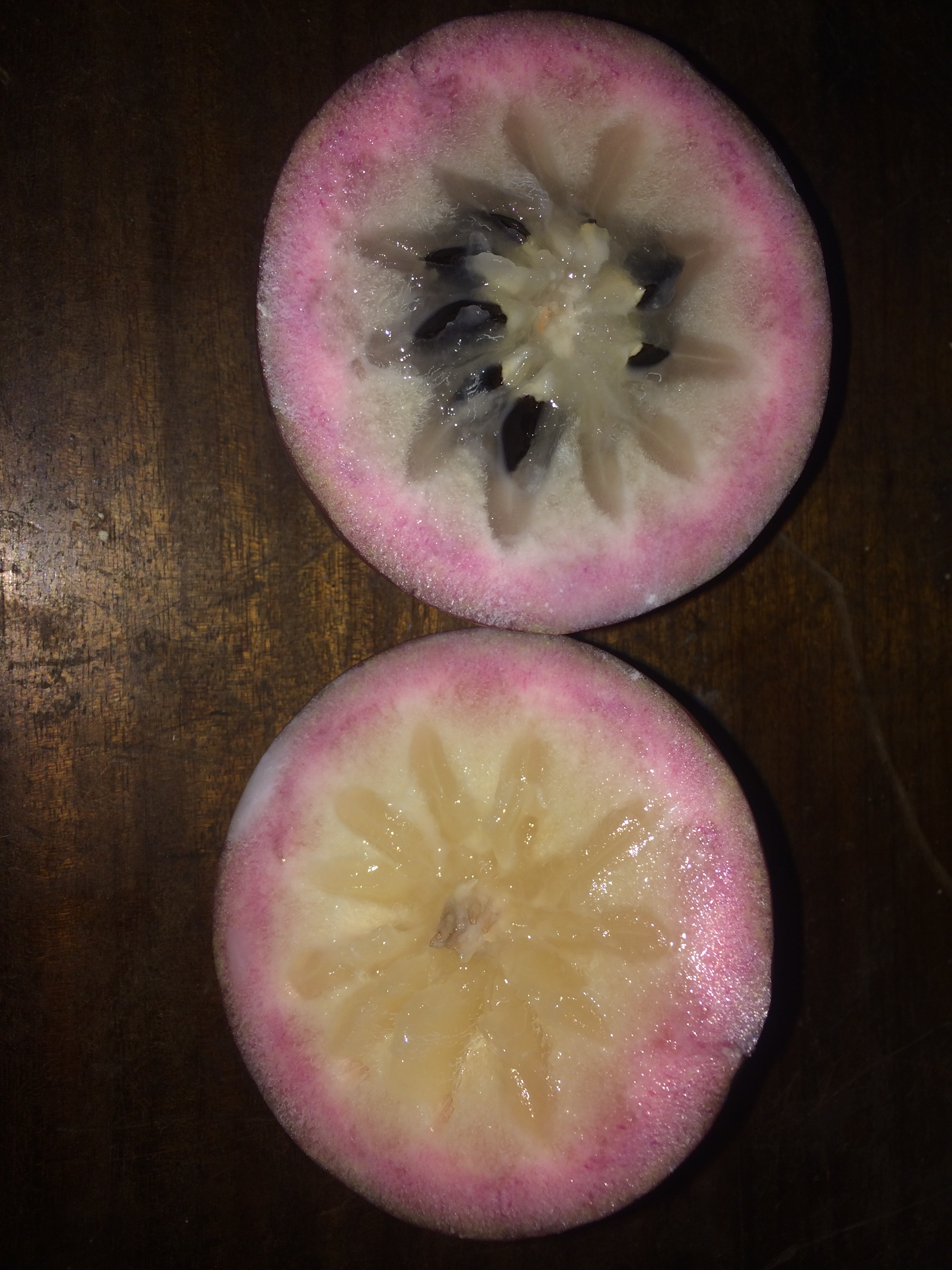
Một quả vú sữa cắt đôi
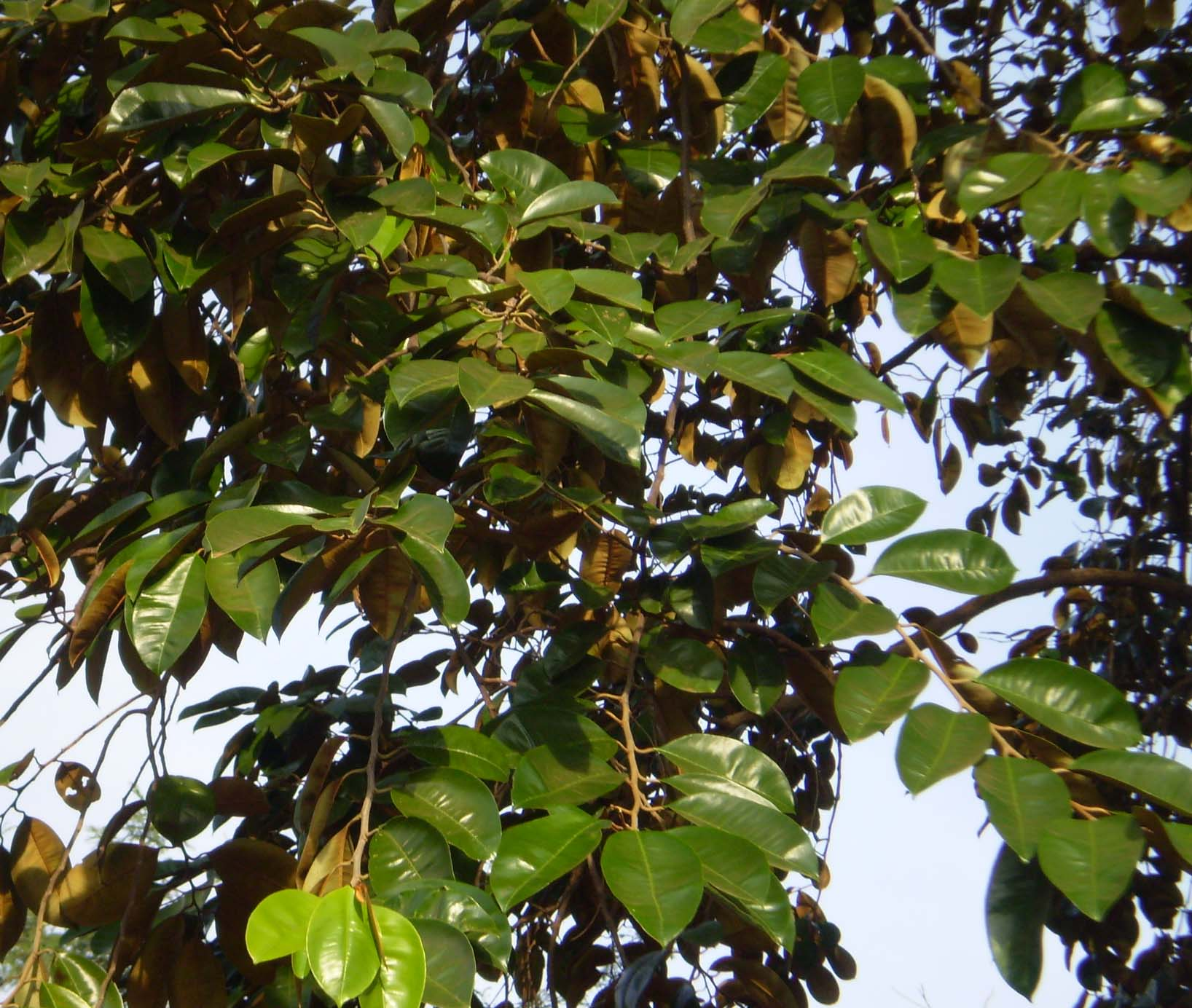
Lá vú sữa.
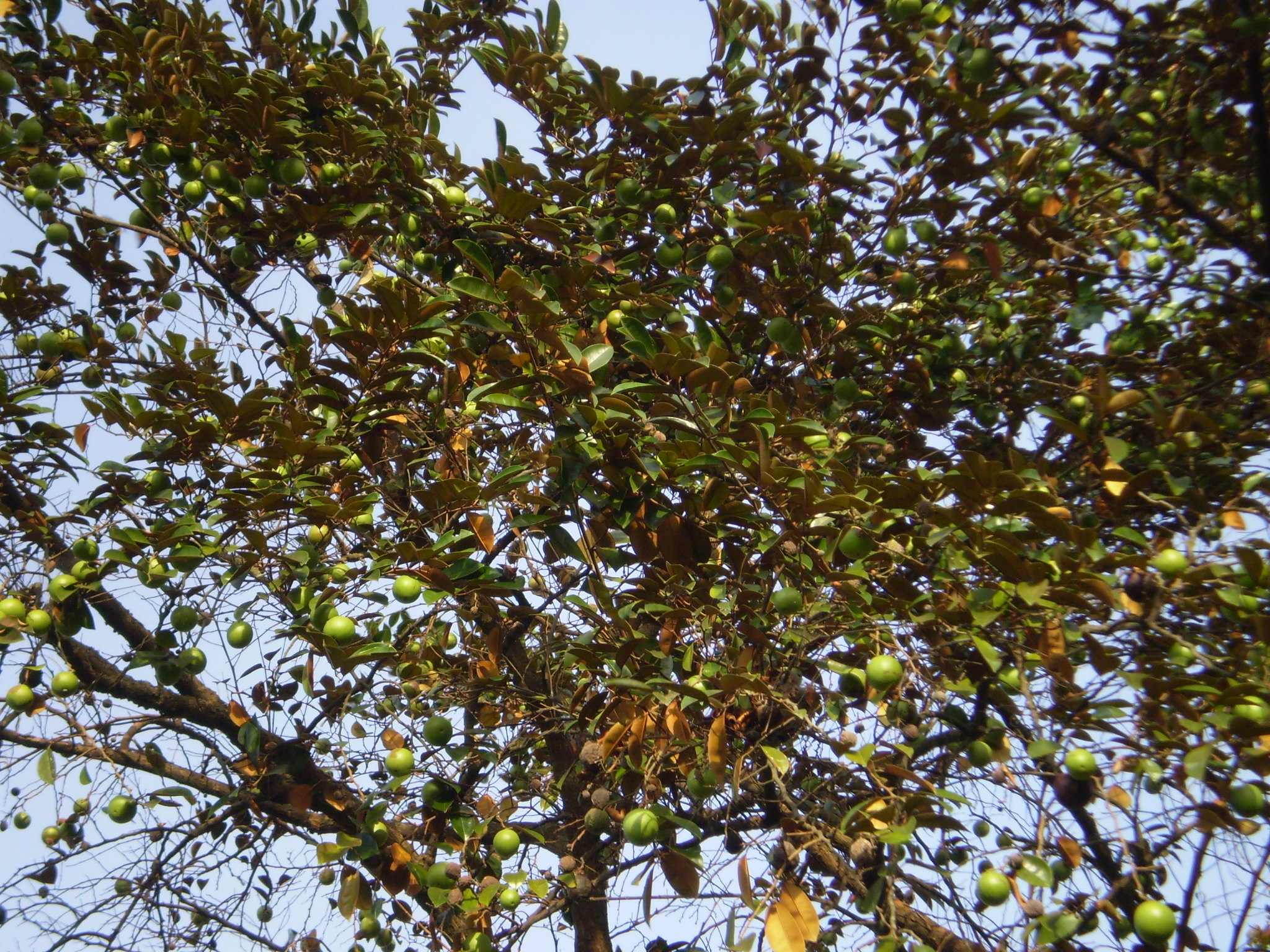
Trái xanh trên cành.
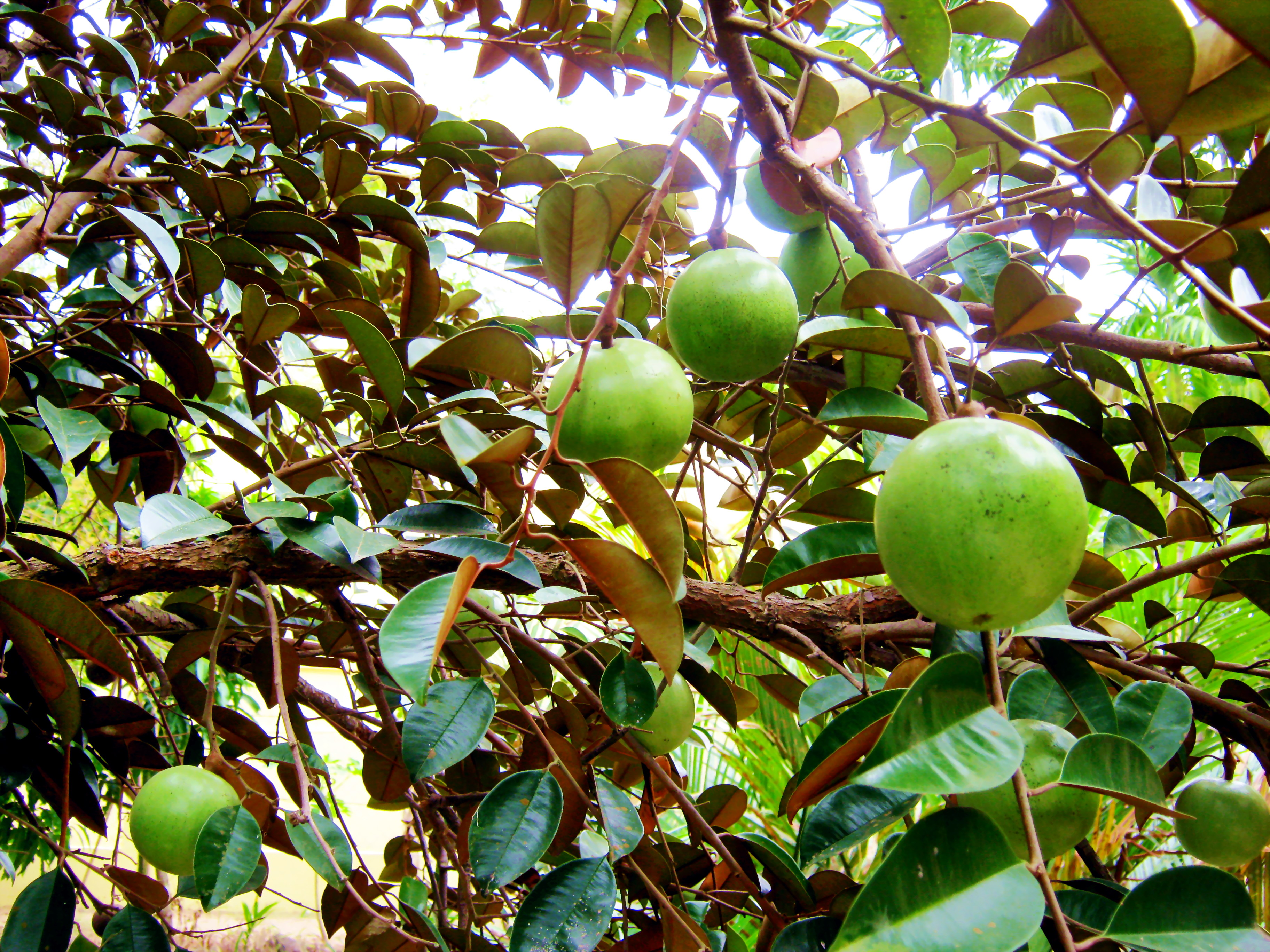
Trái vú sữa khi còn xanh.
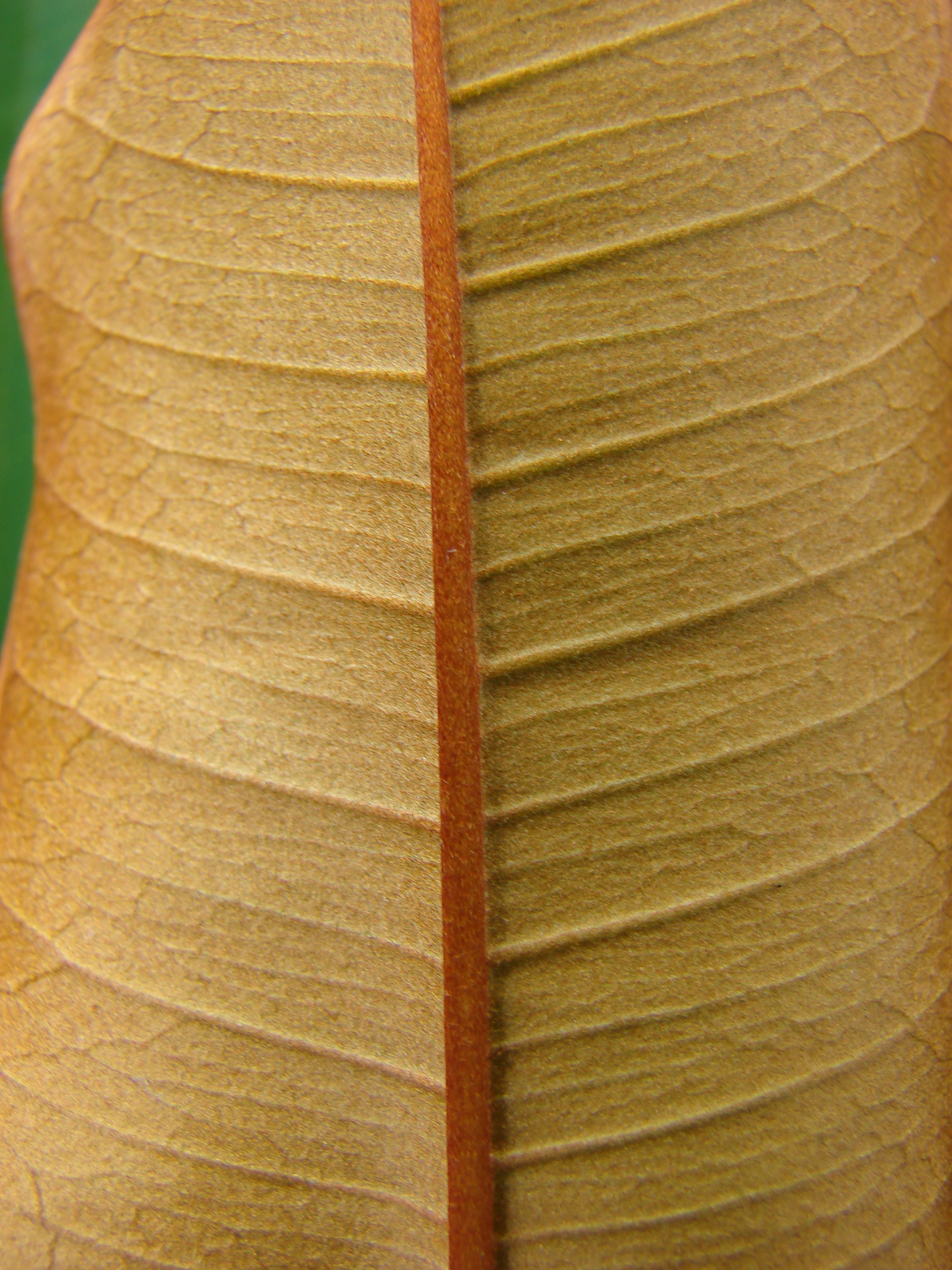
Mặt sau của lá cây vú sữa.
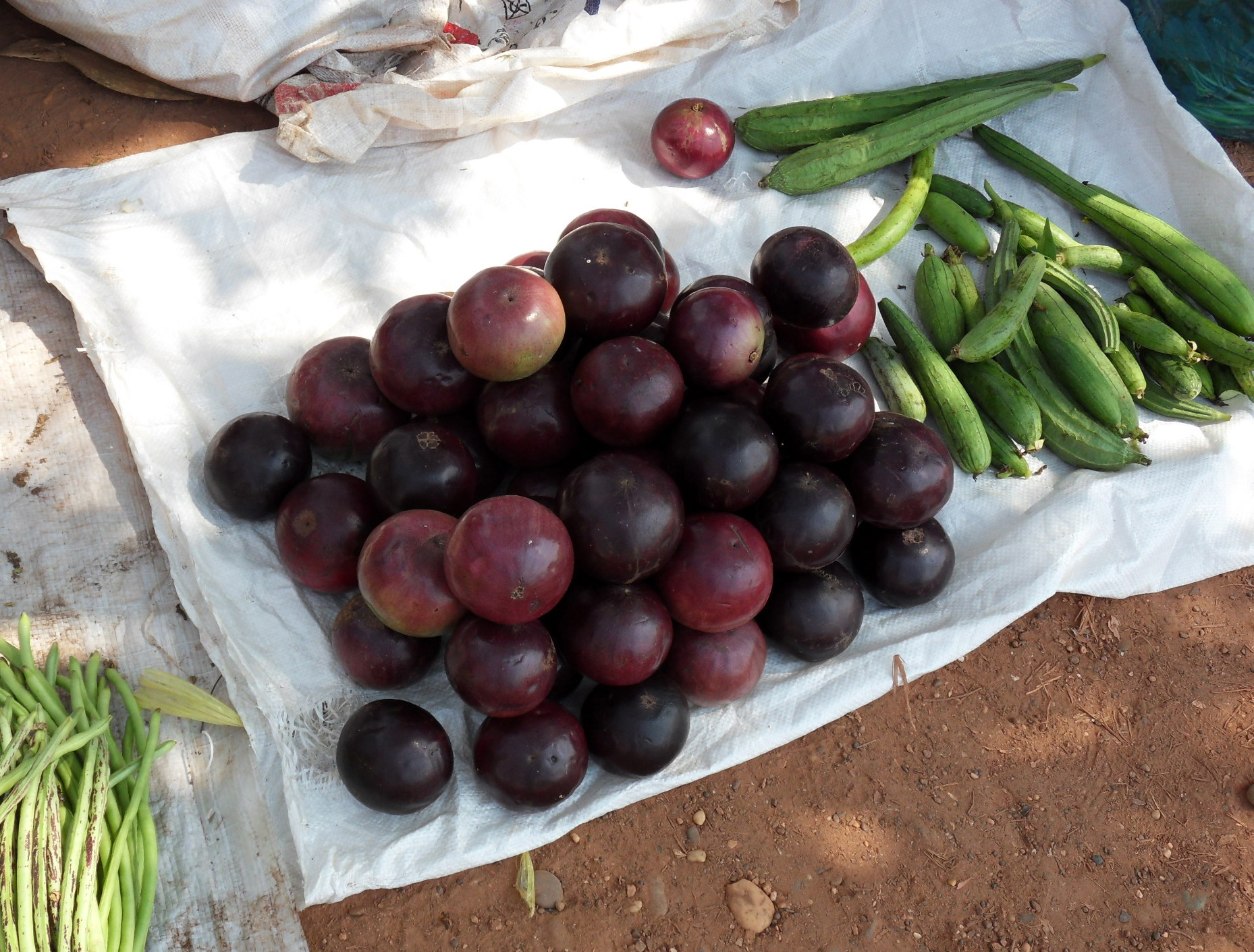
Trái vú sữa được bày bán trong một chợ ở Viêng Chăn, Lào.
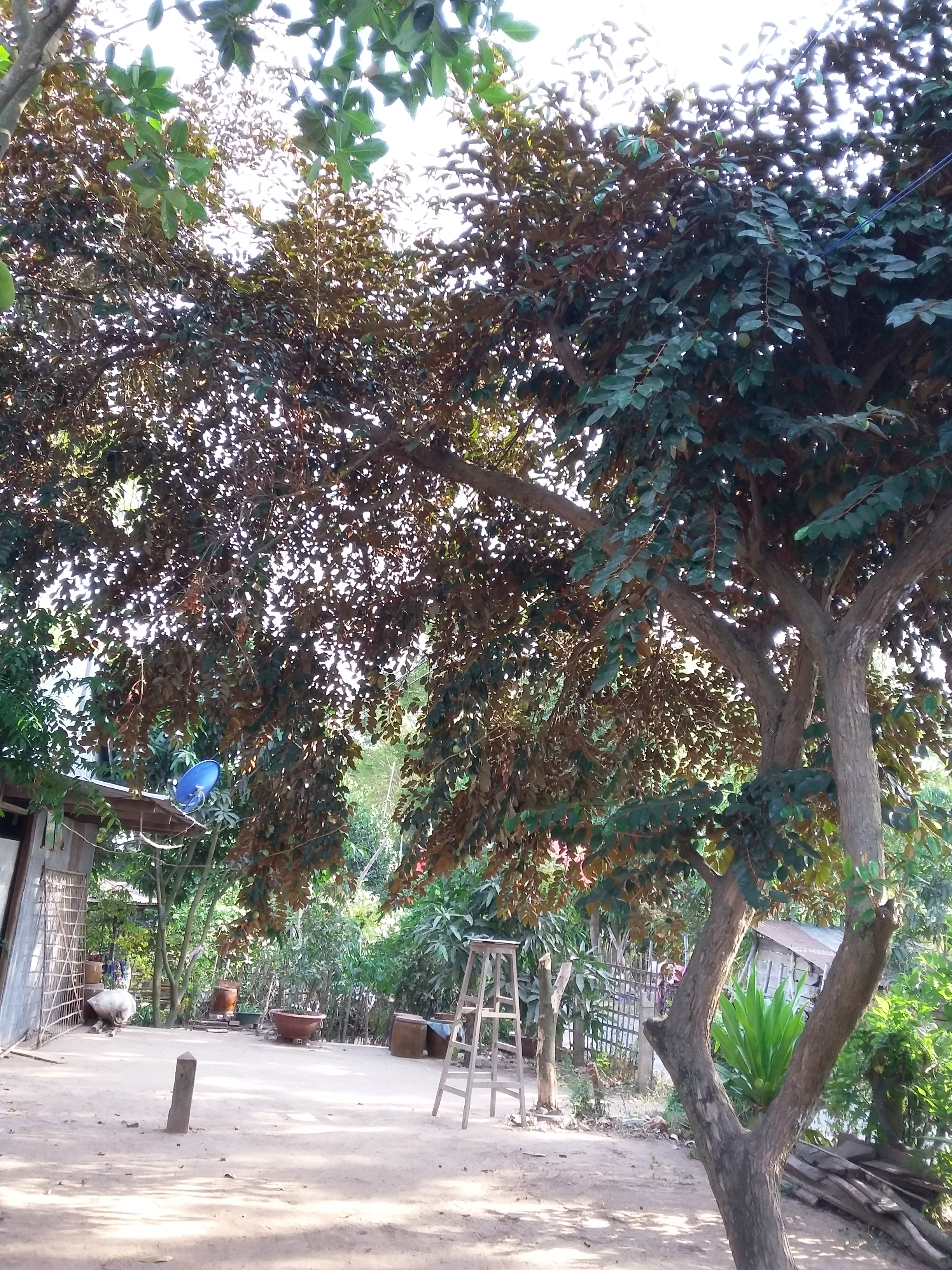
Cây vú sữa dây ở huyện An Phú, An Giang

## Sự tích dân gian
Theo sự tích dân gian Việt Nam, sự ra đời của cây vú sữa bắt nguồn từ một câu chuyện về hai mẹ con. Người mẹ vì nuông chiều con mà con trở nên hư hỏng không nghe lời mẹ, cậu bỏ nhà ra đi theo bạn bè xấu. Đến khi đói khát, nhớ nhà thì quay về tìm mẹ thì cậu không còn thấy mẹ đâu nữa. Chỉ thấy một cây lạ mọc ở trong vườn, cây cho quả thơm ngọt như dòng sữa mẹ. Cây đó chính là hiện thân của người mẹ mỏi mòn đợi con về. Về sau, loại trái cây thơm ngon đó mới được người dân yêu thích đặt tên là cây vú sữa và đem giống đi gieo trồng ở khắp nơi.